# La Unión, San Antonio Sinicahua
La Unión är en ort i Mexiko.   Den ligger i kommunen San Antonio Sinicahua och delstaten Oaxaca, i den sydöstra delen av landet, 300 km sydost om huvudstaden Mexico City. La Unión ligger 2 299 meter över havet och antalet invånare är 172.
Terrängen runt La Unión är huvudsakligen kuperad, men västerut är den bergig. Runt La Unión är det glesbefolkat, med 14 invånare per kvadratkilometer. Närmaste större samhälle är Heroica Ciudad de Tlaxiaco, 15,6 km nordväst om La Unión. Trakten runt La Unión består i huvudsak av gräsmarker.